# Dryburgh Bridge
Dryburgh Bridge ist eine Fußgängerbrücke über den Tweed in Schottland, die den Ort St Boswells in Scottish Borders mit dem Dorf Dryburgh in der Nähe der Dryburgh Abbey verbindet. Die heutige Brücke ist die dritte Brücke an dieser Stelle.

## Erste Brücke (1817)
Die erste Dryburgh Bridge wurde 1817 von den Gebrüdern John und William Smith im Auftrag des Earl of Buchan als Ersatz für die schon seit langem bestehende Fähre gebaut. Sie hatte eine Spannweite von 79 m (260 ft) und war 1,22 (4 ft) breit. Sie war von ihrem Eigentümer für Fußgänger und geführte Pferde zugelassen.
Die in weniger als fünf Monaten gebaute Brücke war eine Kettenbrücke in der Art der späteren Schrägseilbrücken mit schräg von den vier Pylonen zum Brückendeck gespannten Kettenstangen, die von Anfang an bei der Benutzung zu erheblichen Vibrationen führten. Dies belustigte drei junge Leute, die es schafften, die Vibrationen zu verstärken, bis eine der längsten Stangen an ihrem Auge brach. In einem heftigen Sturm im Januar 1818 wurden die Vibrationen so stark, dass das längste Kettenglied wieder brach, das Brückendeck in heftige horizontale wie auch vertikale Schwingungen versetzt und  hinuntergeweht und die Brücke zerstört wurde. Untersuchungen zeigten, dass die geschmiedeten Augen standgehalten hatten, aber die nur gebogenen und mit einer Kausch versehenen Augen am anderen Ende der Stangen gebrochen waren.
Der Einsturz der Brücke erregte unter Fachleuten erhebliches Aufsehen. Man nahm darauf für lange Zeit Abstand von weiteren Versuchen mit schrägen Ketten.

## Zweite Brücke (1818)
Wenig später wurde in einer Bauzeit von weniger als drei Monaten ein Neubau errichtet, nun als Ketten-Hängebrücke mit senkrechten Hängern.  Diesmal waren sämtliche Augen der Kettenstangen geschmiedet. Das in mehr als 5 m Höhe über den Fluss führende Brückendeck wurde durch ein starkes Fachwerk-Geländer versteift und mit schrägen Abspannketten zum gegenüberliegenden Ufer versehen, die die Bewegung des Fahrbahnträgers bei Starkwind verhindern sollten. Robert Stevenson meinte nach ihrer Besichtigung, dass diese Abspannungen keinen großen Effekt gehabt hätten. Das aus zwei in Längsrichtung angeordneten Balken bestehende Brückendeck wurde auf beiden Seiten von je zwei Ketten getragen, die aus 3 m langen Stäben bestanden. Die Pylone hatten eine Höhe von 8,5 m über dem Brückendeck. Sie waren durch Querstege an den Spitzen versteift.
1838 wurde auch diese Brücke durch einen schweren Sturm zerstört.

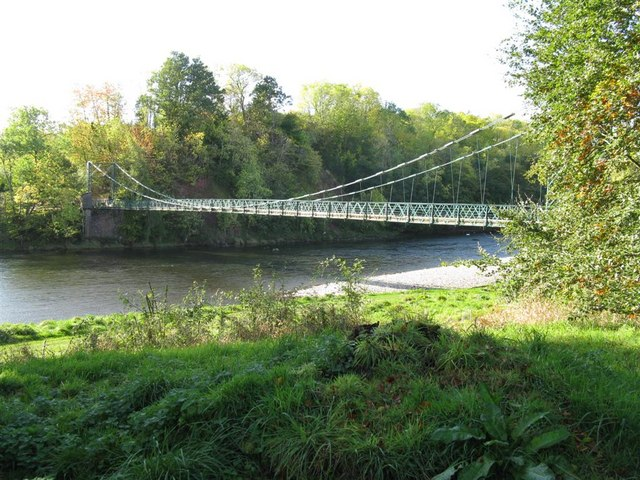
Dryburgh Bridge (1872)

## Dritte Brücke (1872)
1872 wurde ein Neubau der Dryburgh Bridge errichtet in Form einer etwas breiteren, schmiedeeisernen Hängebrücke mit doppelten Tragseilen und einem eisernen Brückendeck, das durch seitliche eiserne Fachwerk-Geländer versteift wird und mit einem hölzernen Gehweg belegt ist.